# Hookeriopsis luteorufescens
Hookeriopsis luteorufescens är en bladmossart som beskrevs av Georg Friedrich von Jaeger 1877. Hookeriopsis luteorufescens ingår i släktet Hookeriopsis och familjen Hookeriaceae. Inga underarter finns listade i Catalogue of Life.